# Oluf Ring
Oluf Ring (født 24. december 1884 i Jelling, død 26. april 1946 i Skårup, Fyn) var en dansk komponist.
Oluf Ring virkede som seminarielærer og skrev en række sangbare melodier, som er blevet folkeeje. Han indtog en central rolle i arbejdet med at styrke den folkelige sang i årene omkring 1. verdenskrig sammen med Thomas Laub, Thorvald Aagaard og Carl Nielsen, hvilket udmøntede sig i udgivelsen af Folkehøjskolens Melodibog i 1922.

## Liv og gerning
Faderen underviste på Jelling Seminarium i dansk og historie. Oluf voksede op i et musikalsk hjem på adressen Skovgade 4, Jelling,  med højskolesangbogen som en fast bestanddel. Faderen spillede violin, og moderen motiverede børnene til at synge med på sangene. Allerede som ung fik Oluf sin første violin, og han udviklede tidligt et ønske om selv at blive musiker. Efter at han havde taget lærereksamen ved Jelling seminarium, hvor han tillige havde været et midtpunkt som violinspiller, komponist og vittighedstegner, søgte han ansættelse ved Københavns skolevæsen. I højskoleforeningen mødte han Thorvald Aagaard, og de blev venner for livet. Hans virke som lærervikar kunne ikke forhindre, at fritidens sysler med videregående musikstudier og uddannelse som organist og cellist efterhånden blev det vigtigste.

### Vandreår
I september 1907 rejste Oluf Ring til Bergen i Norge og senere til Gøteborg som musiker sammen med en gruppe tyske musikere. Efter, at dette ensemble var blevet opløst, spillede han forskellige steder i København.

### Gift
I 1910 giftede han sig med Marie Enevoldsen, der var en søster til hans lærer i cello. Året efter søgte han en ledig stilling som musiklærer ved Ribe Seminarium, og da han blev ansat, ophørte hans omflakkende tilværelse.
Sideløbende med undervisningen arbejdede Oluf Ring for Wilhelm Hansens Musikforlag og skrev flere kompositioner. Med sin faglige indsigt formåede han at knytte sangens ord og musik sammen på en fængende måde. Han forstod gennem tekst og melodi at formidle et budskab om alt, hvad der er vigtigt for mennesker. I Vestjylland kom musiklivet til at blomstre, og sammen med amatørorkestret "Jyske Spillemænd" gav Ring flere koncerter, hvor især opførelsen af operaen "Svinedrengen" var en succes.

### Rejse i Mellemeuropa
Tidlig var Ring på en kortere studietur i Leipzig, men hans drøm om et længere studieophold blev først realiseret i 1923.[kilde mangler]
Carl Nielsen rådede ham til at tage til Paris hvor der var mange koncerter og operaproduktioner,
og Ring tog til den franske hovedstad, hvor han virkede som organist ved kirken for den danske menighed samtidig med, at han lærte af musiklivet i byen og omegnen. Han lyttede til og skrev selv musik. På hjemrejsen gjorde han flere ophold i Tyskland, men især efter en tur til Beuron opgav han sine tidligere planer om at komponere operamusik. Han blev dybt grebet af klostersangen, og fra den tid fandt han sit egentlige kald. Han skulle ikke skrive den "store musik", men det kristelige, det folkelige, det danske, folkesangen. Melodiens opgave skulle være at bære ordene frem.[kilde mangler]

### År på Fyn
I 1930 blev Oluf Ring musiklærer ved Skårup Statsseminarium, og her nåede han sit musikalske højdepunkt. Her fandtes et fordelagtigt musikklima. Den enstemmige folkesang blev hans foretrukne område, og af radioen blev han opfordret til at forestå månedlige udsendelser. Det blev til "Oluf Rings kor", der sendte de populære "Syng med os"-udsendelser, indtil den tyske besættelse standsede udsendelserne, men de betød, at jorden var gødet for, at alsangen kunne blomstre i besættelsestiden.
Ved siden af hans engagerede og humoristiske undervisning af seminarieeleverne og hans deltagelse i det omfattende musikliv - ofte sammen med Thorvald Aagaard i Ryslinge - fik han også udgivet en lang række udgivelser af hæfter med musik for begyndere, der alle havde et pædagogisk sigte. Hans mange kompositioner til danske sange blev kilden til en myte om, at han skrev dem på sine vandreture i den fynske natur med et bræt med nodepapir spændt på maven.

### Sidste år
Med tiden blev hans engagementer imidlertid så omfattende, at han af helbredsmæssige grunde blev tvunget til at trappe ned. Da han blev ramt af leukæmi, måtte han søge sygeorlov. Den 26. april 1946 døde Oluf Ring på Svendborg Sygehus.

## Hædersbevisninger
En mindesten er opstillet på hans grav på ved Vejstrup Valgmenighedskirke, og i Skårup findes en Oluf Ringsvej. Han efterlod en stor musikalsk produktion omfattende melodier til 235 folkesange, samt til 44 børnesange. Flere af hans sange er blevet optagne i højskolesangbogen.

## Udgivelser
- 1923 Børnenes Violinskole
- 1928 Børnenes Klaverskole
- 1933 Orgelskole (sammen med Finn Viderø)
- 1936 Syng, Danmark
- 1936 Arbejder Melodibogen

## Sange
- 1915 Se, nu stiger solen af havets skød (Jakob Knudsen)
- 1922 Kær est du fødeland (St. St. Blicher)
- 1922 Når egene knoppes (Chr. Richardt)
- 1922 Sig nærmer tiden (St. St. Blicher)
- 1922 Danmark, nu blunder den lyse nat (Thøger Larsen)
- 1925 Alle mine længsler (Jeppe Aakjær)
- 1927 Våren er i luften (Rasmus Nielsen)
- 1931 Som tørstige hjort (Grundtvig)
- 1935 Hvor smiler fager den danske kyst (Johs. V. Jensen)
- 1937 Sangen har lysning (Bjørnson)
- 1937 Den kedsom vinter gik sin gang (A. Stub)
- 1938 Klokken slår, tiden går (C. J. Brandt)
- 1938 Kærlighed til fædrelandet (Grundtvig)
- 1940 Nu er det længe siden (Jeppe Åkjær)
- 1945 Det er så køhnt, det er så dejle (Karsten Thomsen)